# Klubowy Puchar Europy kobiet w szachach (2011)
2011 – szesnasty sezon Klubowego Pucharu Europy kobiet w szachach. Rozgrywki odbyły się w Rogaškiej Slatinie w dniach 25 września–1 października 2011 roku. Tytuł zdobył rosyjski AWS Krasnoturjinsk.

## Format rozgrywek
Turniej odbywał się systemem szwajcarskim na dystansie siedmiu rund. W przypadku identycznej liczby punktów decydowała łączna liczba punktów uzyskanych przez zawodniczki, a przy dalszej równości – system Buchholza.

## Uczestnicy
W nawiasie podano średni ranking Elo. Źródło: OlimpBase
- Mika Erywań (2497)
- CE Monte-Carlo (2526)
- Oslo SS (1999)
- AWS Krasnoturjinsk (2516)
- Giprorecztrans Moskwa (2429)
- SzSM-RGSU Moskwa (2442)
- AEM Luxten Timișoara (2479)
- BAS Belgrad (2348)
- ŽŠK Maribor (2173)
- Adana Anatolia SK (2135)
- CS R. Fischer Chieti (2257)

## Rozgrywki

### Runda 1
Źródło: OlimpBase
25 września 2011
| CE Monte-Carlo – Giprorecztrans Moskwa 1½:2½  |
| BAS Belgrad – AWS Krasnoturjinsk 1½:2½        |
| Mika Erywań – CS R. Fischer Chieti 3½:½       |
| Adana Anatolia SK – AEM Luxten Timișoara ½:3½ |
| SzSM-RGSU Moskwa – ŽŠK Maribor 3½:½           |
| Oslo SS pauza                                 |

### Runda 2
Źródło: OlimpBase
26 września 2011
| AWS Krasnoturjinsk – SzSM-RGSU Moskwa 1½:2½      |
| Oslo SS – Mika Erywań 0:4                        |
| AEM Luxten Timișoara – Giprorecztrans Moskwa 3:1 |
| Adana Anatolia SK – CE Monte-Carlo 0:4           |
| CS R. Fischer Chieti – BAS Belgrad 1½:2½         |
| ŽŠK Maribor pauza                                |

### Runda 3
Źródło: OlimpBase
27 września 2011
| Mika Erywań – SzSM-RGSU Moskwa 2½:1½       |
| AEM Luxten Timișoara – Oslo SS 4:0         |
| ŽŠK Maribor – AWS Krasnoturjinsk 1:3       |
| Giprorecztrans Moskwa – BAS Belgrad 2½:1½  |
| CE Monte-Carlo – CS R. Fischer Chieti 3½:½ |
| Adana Anatolia SK pauza                    |

### Runda 4
Źródło: OlimpBase
28 września 2011
| Mika Erywań – AEM Luxten Timișoara 1½:2½     |
| AWS Krasnoturjinsk – CE Monte-Carlo 2½:1½    |
| SzSM-RGSU Moskwa – Giprorecztrans Moskwa 2:2 |
| BAS Belgrad – Oslo SS 3:1                    |
| ŽŠK Maribor – Adana Anatolia SK 1:3          |
| CS R. Fischer Chieti pauza                   |

### Runda 5
Źródło: OlimpBase
29 września 2011
| AEM Luxten Timișoara – AWS Krasnoturjinsk ½:3½ |
| Giprorecztrans Moskwa – Mika Erywań 1½:2½      |
| SzSM-RGSU Moskwa – Adana Anatolia SK 3½:½      |
| CE Monte-Carlo – ŽŠK Maribor 4:0               |
| Oslo SS – CS R. Fischer Chieti 0:4             |
| BAS Belgrad pauza                              |

### Runda 6
Źródło: OlimpBase
30 września 2011
| AWS Krasnoturjinsk – Mika Erywań 3:1           |
| AEM Luxten Timișoara – SzSM-RGSU Moskwa 2½:1½  |
| BAS Belgrad – CE Monte-Carlo 2:2               |
| CS R. Fischer Chieti – Adana Anatolia SK 2½:1½ |
| ŽŠK Maribor – Oslo SS 2½:1½                    |
| Giprorecztrans Moskwa pauza                    |

### Runda 7
Źródło: OlimpBase
1 października 2011
| CE Monte-Carlo – AEM Luxten Timișoara 2½:1½      |
| Giprorecztrans Moskwa – AWS Krasnoturjinsk 1½:2½ |
| Mika Erywań – BAS Belgrad 2½:1½                  |
| CS R. Fischer Chieti – ŽŠK Maribor 3:1           |
| Adana Anatolia SK – Oslo SS 3½:½                 |
| SzSM-RGSU Moskwa pauza                           |

## Klasyfikacja
Źródło: OlimpBase
| Msc | Zespół                | M | W | R | P | Pkt |
| --- | --------------------- | - | - | - | - | --- |
| 1   | AWS Krasnoturjinsk    | 7 | 6 | 0 | 1 | 12  |
| 2   | AEM Luxten Timișoara  | 7 | 5 | 0 | 2 | 10  |
| 3   | Mika Erywań           | 7 | 5 | 0 | 2 | 10  |
| 4   | CE Monte-Carlo        | 7 | 4 | 1 | 2 | 9   |
| 5   | SzSM-RGSU Moskwa      | 6 | 3 | 1 | 2 | 9   |
| 6   | CS R. Fischer Chieti  | 6 | 3 | 0 | 3 | 8   |
| 7   | BAS Belgrad           | 6 | 2 | 1 | 3 | 7   |
| 8   | Giprorecztrans Moskwa | 6 | 2 | 1 | 3 | 7   |
| 9   | Adana Anatolia SK     | 6 | 2 | 0 | 4 | 6   |
| 10  | ŽŠK Maribor           | 6 | 1 | 0 | 5 | 4   |
| 11  | Oslo SS               | 6 | 0 | 0 | 6 | 2   |